# Jealousy and the Man
Jealousy and the Man é um filme mudo norte-americano de 1909 em curta-metragem, do gênero drama, dirigido por D. W. Griffith, produzido e distribuído por Biograph Company.

## Elenco
- James Kirkwood ... Jim Brooks
- Florence Lawrence ... Mrs. Jim Brooks
- Gladys Egan ... Sua filha
- Anthony O'Sullivan ... John West